# Baureihe 43
Baureihe 43 – niemiecka lokomotywa parowa produkowana w latach 1926-1928 dla kolei niemieckich. Wyprodukowanych zostało 35 lokomotyw. Parowozy zostały wyprodukowane do prowadzenia ciężkich pociągów towarowych na południowoniemieckich liniach kolejowych. Jeden parowóz zachowano jako eksponat zabytkowy.